# Première guerre anglo-marathe
 (février 2023).
Si vous disposez d'ouvrages ou d'articles de référence ou si vous connaissez des sites web de qualité traitant du thème abordé ici, merci de compléter l'article en donnant les références utiles à sa vérifiabilité et en les liant à la section « Notes et références ».
La Première guerre anglo-marathe est la première des trois guerres anglo-marathes entre l'Empire marathe et la Compagnie anglaise des Indes orientales, aidée par des troupes britanniques.
Elle a commencé avec le traité de Surat (en) (1775) et pris fin avec le traité de Salbai (1782), qui entérine le retour au statu quo. Elle est suivie à partir de 1803 par la Deuxième guerre anglo-marathe.

## Déroulement

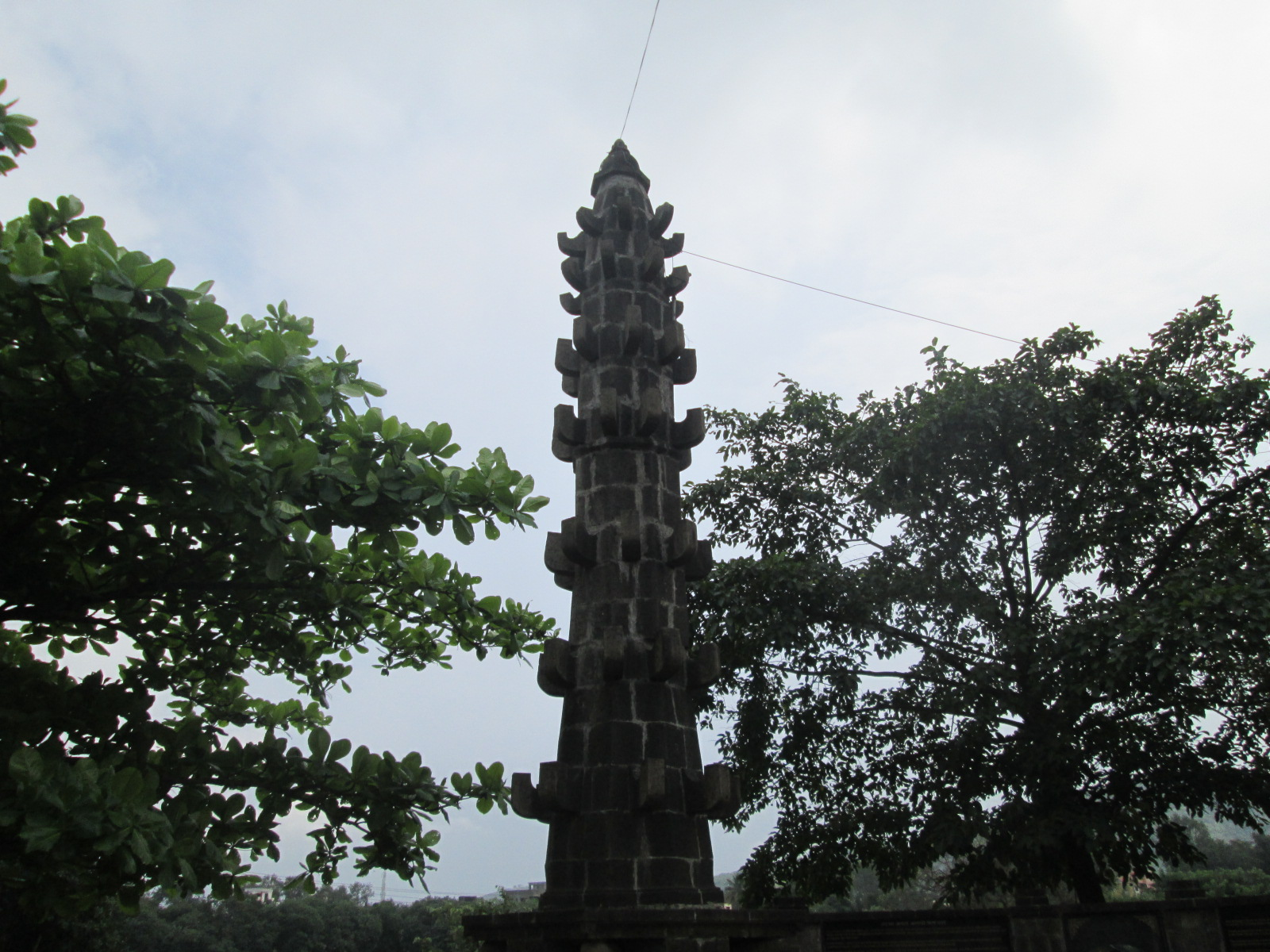
Pilier érigé à pour célébrer la victoire marathe à la (12-13 janvier 1779).